# Aclerda chiriquiensis
Aclerda chiriquiensis är en insektsart som beskrevs av Mcconnell 1954. Aclerda chiriquiensis ingår i släktet Aclerda och familjen Aclerdidae.
Artens utbredningsområde är Panama. Inga underarter finns listade i Catalogue of Life.